# Caleta Yani
La caleta Yani es una pequeña caleta de pescadores de no más de 25 casas, ubicada a unos 30 kilómetros al norte de la ciudad de Lebu por un camino costero de ripio y conforma el límite norte de la bahía del Carnero.

## Desarrollo

### "Geografía descriptiva de Chile 1895"
De la punta Lavapié sigue la costa a1 S. alta i escardada, i a 5 millas se encuentra la caleta Raimenco, con una milla de capacidad i regular desembarcadero.Esta caleta esta rodeada de cerros altos que contienen carbon de piedra. A 2 nillas a1 S. esta la punta Rumena, con tierras elevadas i boscosas a sus espaldas. A 8.5 millas a1 S. del cabo Rumena, se presenta el morro Canzero, que es una prominencia escarpada que se avanza a1 mar, formando un delgado espinazo destacado en los cerros de la costa. Entre el cabo Rumena i el morro Carnero esta, la caleta Piures, en que eiicuentran abrigo pequefias embarcaciones. Un POCO a1 S. del morro Carnero se alza la caleta Yanes, que puede proporcionar abrigo a las naves en 10s malos tiempos del N. a1 0. Frente a esta caleta se pronuncian dos islotes. A1 lado de la caleta Yanes desagua el rio Tralicura. La bahía del Carnero se estiende desde el morro de su nonibre hasta la punta MilkoNhue, en una esteneion de 11 millas de boca por 4 de saco. En su centro se encuentra la caleta Yanes, el Bajo Haule, las puntas Locobe, Batro i Huedeguapi. Entre esta punta i la de Millonhue est& la rada de Rhnquil, sembrada de rocas sueltas.
Enrique Espinoza , Jeografía descriptiva de la República de Chile : arreglada según las últimas divisiones administrativas, las más recientes esploraciones i en conformidad al censo jeneral de la República levantado el 28 de noviembre de 1895 

El empresario minero Leonardo Farkas proyectaría construir un gran puerto en la zona.